# 卫匡国墓
卫匡国墓是17世纪天主教耶稣会意大利籍传教士，汉学家卫匡国（義大利語：Martino Martini，1614年9月20日—1661年6月6日）的墓地，位于浙江省杭州市西湖区留下老东岳大方井（今西溪路新凉亭西湖啤酒厂西侧，青春宝东侧）天主教司铎公墓。
1989年12月12日，卫匡国墓列为浙江省文物保护单位。

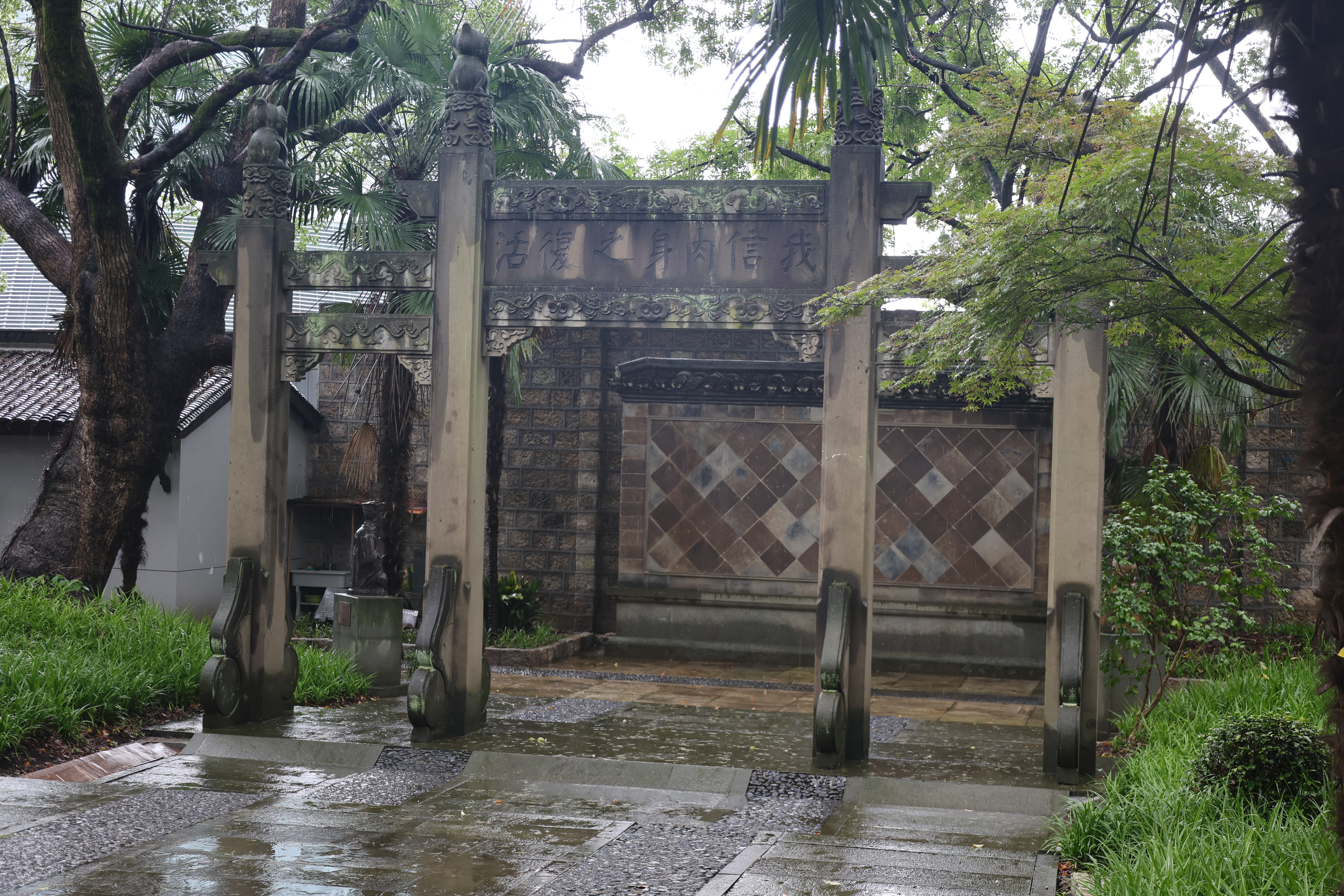
衛匡國墓神道牌坊，上書“我相信肉身之復活”（尼西亞信經）